# Pasek menu

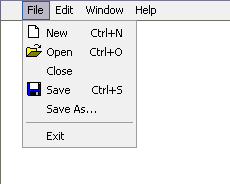
Przykładowy pasek menu z rozwiniętym menu operacji na plikach

Pasek menu – widżet (patrz też: GUI) występujący jako część okna (we współcześnie używanych GUI) lub część ekranu (np. w systemie Amigi menu podlega pod ekran i jest zawsze aktywowane prawym klawiszem myszy).
Pasek menu składa się jedynie z odpowiednich etykiet, zwanych też przyciskami menu (ang. menu button). Po naciśnięciu na odpowiedni przycisk menu lewym klawiszem myszy następuje aktywacja menu, tzn. otwarcie przypisanego mu menu rozwijalnego. W zależności od systemu okienkowego, menu rozwijalne może zostać zamknięte albo w wyniku puszczenia lewego klawisza myszy, albo dopiero w przypadku kliknięcia gdzieś poza menu rozwijalnym.
Pasek menu często można aktywować skrótem klawiaturowym – najczęściej w postaci klawisza Alt i podkreślonej litery w napisie na danym przycisku menu. Klawiatura w menu jest obsługiwana zwykle na globalnych dowiązaniach klawiszy w aplikacji (np. w systemie Windows detekcja zdarzeń naciśnięcia klawiszy następuje na poziomie kolejki zdarzeń, więc jeśli naciśnięty klawisz był jakimś globalnym dowiązaniem, to zdarzenie zostanie przesłane bezpośrednio do głównego okna aplikacji i nie dotrze do widżetu, który aktualnie posiada skupienie).
W momencie aktywacji przycisku menu generowane jest zdarzenie (np. w Qt jest to sygnał aboutToShow). Jest ono rzadko wykorzystywane przez programistów, ponieważ przydaje się jedynie w sytuacji, gdy chcemy zrobić menu dynamiczne, budowane przez aplikację bezpośrednio przed otworzeniem menu.